# Jean Besse
Jean Besse (ur.  1914, zm. 3 września 1994)  – reprezentujący Francję i Szwajcarię brydżysta, pisarz i dziennikarz, World Master (WBF).
Jean Besse z wykształcenia był matematykiem. Jest uważany za jednego z najlepszych graczy brydżowych w historii. Prestiżowe zawody – Otwarty Puchar Szwajcarii – noszą jego imię.
Jean Besse działał w WBF:
- W latach 1987–1989 był członkiem Komitetu Kart Konwencyjnych WBF;
- W latach 1987–1994 był członkiem Komitetu Zasad WBF;
- W latach 1987–1988 był członkiem Komitetu Punktacji WBF;

Jean Besse  był również Prezydentem IBPA w latach 1989–1994.

## Wyniki brydżowe

### Olimpiady
Na olimpiadach uzyskał następujące rezultaty:
| Olimpiady brydżowe. Zawody teamów | Olimpiady brydżowe. Zawody teamów | Olimpiady brydżowe. Zawody teamów | Olimpiady brydżowe. Zawody teamów | Olimpiady brydżowe. Zawody teamów | Olimpiady brydżowe. Zawody teamów |
| Rok                               | Miejsce                           | Zawody                            | Kategoria                         | Drużyna                           | Pozycja                           |
| --------------------------------- | --------------------------------- | --------------------------------- | --------------------------------- | --------------------------------- | --------------------------------- |
| 1976                              | Monte Carlo                       | 5. Olimpiada Teamów               | Open                              | Switzerland                       | 10                                |
| 1972                              | Miami Beach                       | 4. Olimpiada Brydżowa             | Open                              | Switzerland                       | 8                                 |
| 1968                              | Deauville                         | 3. Olimpiada Teamów               | Open                              | Switzerland                       | 6                                 |
| 1964                              | Nowy Jork                         | 2. Olimpiada Teamów               | Open                              | Switzerland                       | 5                                 |
| 1960                              | Turyn                             | 1. Olimpiada Teamów               | Open                              | Switzerland                       | 10                                |

### Zawody światowe
W światowych zawodach zdobył następujące lokaty:
| Mistrzostwa Świata. Konkurencja teamów | Mistrzostwa Świata. Konkurencja teamów | Mistrzostwa Świata. Konkurencja teamów | Mistrzostwa Świata. Konkurencja teamów | Mistrzostwa Świata. Konkurencja teamów | Mistrzostwa Świata. Konkurencja teamów |
| Rok                                    | Miejsce                                | Zawody                                 | Kategoria                              | Drużyna                                | Pozycja                                |
| -------------------------------------- | -------------------------------------- | -------------------------------------- | -------------------------------------- | -------------------------------------- | -------------------------------------- |
| 1982                                   | Biarritz                               | 6. Mistrzostwa Świata                  | Open                                   | Ortiz-Patino                           | 25                                     |
| 1978                                   | Nowy Orlean                            | 5. Mistrzostwa Świata                  | Open                                   | Patino                                 | 5                                      |
| 1954                                   | Monte Carlo                            | 4. Mistrzostwa Świata Teamów           | Open                                   | France                                 | 2                                      |

| Mistrzostwa Świata. Konkurencja par | Mistrzostwa Świata. Konkurencja par | Mistrzostwa Świata. Konkurencja par | Mistrzostwa Świata. Konkurencja par | Mistrzostwa Świata. Konkurencja par | Mistrzostwa Świata. Konkurencja par |
| Rok                                 | Miejsce                             | Zawody                              | Kategoria                           | Partner                             | Pozycja                             |
| ----------------------------------- | ----------------------------------- | ----------------------------------- | ----------------------------------- | ----------------------------------- | ----------------------------------- |
| 1990                                | Genewa                              | 8. Mistrzostwa Świata               | Seniorzy                            | Boris Schapiro                      | 13                                  |
| 1982                                | Biarritz                            | 6. Mistrzostwa Świata               | Open                                | Georges Catzeflis                   | 33                                  |

| Mistrzostwa Świata. Konkurencja indywidualna | Mistrzostwa Świata. Konkurencja indywidualna | Mistrzostwa Świata. Konkurencja indywidualna | Mistrzostwa Świata. Konkurencja indywidualna | Mistrzostwa Świata. Konkurencja indywidualna | Mistrzostwa Świata. Konkurencja indywidualna |
| Rok                                          | Miejsce                                      | Zawody                                       | Kategoria                                    | Pozycja                                      |                                              |
| -------------------------------------------- | -------------------------------------------- | -------------------------------------------- | -------------------------------------------- | -------------------------------------------- | -------------------------------------------- |
| 1994                                         | Paryż                                        | 2. Indywidualne Mistrzostwa Świata           | Open                                         | 22                                           |                                              |

### Zawody europejskie
W europejskich zawodach zdobył następujące lokaty:
| Zawody europejskie. Konkurencja teamów | Zawody europejskie. Konkurencja teamów | Zawody europejskie. Konkurencja teamów | Zawody europejskie. Konkurencja teamów | Zawody europejskie. Konkurencja teamów | Zawody europejskie. Konkurencja teamów |
| Rok                                    | Miejsce                                | Zawody                                 | Kategoria                              | Drużyna                                | Pozycja                                |
| -------------------------------------- | -------------------------------------- | -------------------------------------- | -------------------------------------- | -------------------------------------- | -------------------------------------- |
| 1990                                   | Bordeaux                               | 1. Mistrzostwa Europy Mikstów          | Miksty                                 | Staffelbach                            | 38                                     |
| 1979                                   | Lozanna                                | 34. Mistrzostwa Europy Teamów          | Open                                   | Switzerland                            | 11                                     |

| Zawody europejskie. Konkurencja par | Zawody europejskie. Konkurencja par | Zawody europejskie. Konkurencja par | Zawody europejskie. Konkurencja par | Zawody europejskie. Konkurencja par | Zawody europejskie. Konkurencja par |
| Rok                                 | Miejsce                             | Zawody                              | Kategoria                           | Partner                             | Pozycja                             |
| ----------------------------------- | ----------------------------------- | ----------------------------------- | ----------------------------------- | ----------------------------------- | ----------------------------------- |
| 1994                                | Barcelona                           | 3. Mistrzostwa Europy Mikstów       | Miksty                              | Ada Staffelbach                     | 75                                  |
| 1992                                | Ostenda                             | 2. Mistrzostwa Europy Mikstów       | Mikst                               | Ada Staffelbach                     | 16                                  |
| 1991                                | Montecatini                         | 6. Mistrzostwa Europy Par           | Seniorzy                            | Genev Catzeflis                     | 8                                   |
| 1990                                | Bordeaux                            | 1. Mistrzostwa Europy Mikstów       | Mikst                               | Ada Staffelbach                     | 329                                 |
| 1987                                | Paryż                               | 4. Mistrzostwa Europy Par           | Open                                | Jordan Latinov                      | 38                                  |

## Klasyfikacja
- Jean Besse – klasyfikacja WBF (ang.)
- Jean Besse – klasyfikacja EBL (ang.)